# Challenger de Tampere 2013
El Tampere Open 2013 fue un torneo de tenis profesional que se jugó en pistas duras. Se trató de la 32.ª edición del torneo que forma parte del ATP Challenger Tour 2013 . Tuvo lugar en Tampere, Finlandia entre el 22 y el 28 de julio de 2013.

## Jugadores participantes del cuadro de individuales

### Cabezas de serie
| País                        | Jugador               | Rank1 | Favorito |
| Bandera de España           | Rubén Ramírez Hidalgo | 112   | 1        |
| Bandera de los Países Bajos | Jesse Huta Galung     | 134   | 2        |
| Bandera de Francia          | Pierre-Hugues Herbert | 218   | 3        |
| Bandera de España           | Gerard Granollers     | 234   | 4        |
| Bandera de Estonia          | Jürgen Zopp           | 240   | 5        |
| Bandera de España           | Guillermo Olaso       | 242   | 6        |
| Bandera de España           | Jordi Samper Montaña  | 243   | 7        |
| Bandera de Chile            | Hans Podlipnik        | 271   | 8        |
| --------------------------- | --------------------- | ----- | -------- |

- 1 Se ha tomado en cuenta el ranking del día 15 de julio de 2013.

### Otros participantes
Los siguientes jugadores recibieron una invitación (wild card), por lo tanto ingresan directamente al cuadro principal:
- Micke Kontinen
- Herkko Pollanen
- Joel Popov
- Henrik Sillanpaa

Los siguientes jugadores ingresan al cuadro principal tras disputar el cuadro clasificatorio:
- Herkko Pollanen
- Henrik Sillanpaa
- Joel Popov
- Micke Kontinen

## Jugadores participantes en el cuadro de dobles

### Cabezas de serie
| País                 | Jugador           | País                  | Jugador        | Rank1 | Favorito |
| Bandera de Filipinas | Ruben Gonzales    | Bandera de Australia  | Chris Letcher  | 402   | 1        |
| Bandera de España    | Guillermo Olaso   | Bandera de Chile      | Hans Podlipnik | 622   | 2        |
| Bandera de España    | Gerard Granollers | Bandera de España     | Jordi Samper   | 634   | 3        |
| Bandera de Finlandia | Henri Kontinen    | Bandera de Montenegro | Goran Tošić    | 695   | 4        |
| -------------------- | ----------------- | --------------------- | -------------- | ----- | -------- |

- 1 Se ha tomado en cuenta el ranking del día 15 de julio de 2013.

## Campeones

### Individual Masculino
- Jesse Huta Galung  derrotó en la final a  Maxime Teixeira por 6-4, 6-3.

### Dobles Masculino
- Henri Kontinen /  Goran Tošić derrotaron en la final a  Ruben Gonzales /  Chris Letcher por 6–4, 6–4.